# Août 1820

## Événements
- 9 août : arrivée à Cayenne de 27 coolies chinois et de 5 malais venus de Manille pour introduire la culture du thé en Guyane. La tentative échoue[1].
- 24 août : une révolution libérale éclate au Portugal et les révoltés exigent le retour du roi au Portugal, réfugié au Brésil depuis 1807. Un soulèvement militaire permet la création de la « Junte provisoire du gouvernement suprême du royaume » à Porto, suivie de la proclamation d’une junte semblable à Lisbonne. Ensemble, les deux juntes décident de la création de deux organismes provisoires : l’un prépare la convocation des Cortès, l’autre assure l’intérim du pouvoir. Du Brésil, Jean VI de Portugal reconnaît le fait accomplit. Les élections aux Cortès révèlent les premières failles dans le bloc des conjurés, entre la bourgeoisie libérale et les militaires, partisans de la restauration de l’ancien régime. Ceux-ci organisent un pronunciamiento le 11 novembre, la martinhada, par laquelle ils imposent momentanément à la junte leurs hommes et leurs principes. Cependant, les élections au Cortès constituantes porteront au pouvoir des députés certes royalistes mais décidés à proclamer les droits de l’homme et du citoyen et la souveraineté du peuple[2].

## Naissances
- 2 août : John Tyndall (mort en 1893), scientifique et alpiniste irlandais.
- 4 août : Pellegrino Artusi, critique littéraire, écrivain et gastronome italien († 30 mars 1911).
- 30 août : Gustave Le Gray, photographe français († 29 juillet 1884).